# Eva Carneiro
Eva Carneiro (Gibraltar, 15 de setembro de 1973) é uma médica do esporte britânica, especializada em medicina esportiva.
Carneiro é conhecida por ser chefe do departamento médico do Chelsea F.C. de 2009 a 2015, antes de ela trabalhar com a Seleção Inglesa de Futebol Feminino.